# Pinkruset
Pinkruset (pin-kruset inte pink-ruset) var ett musikställe på Centralvägen 4 i Åkersberga som startades 1986. Byggnaden brann ner[källa behövs] 1992 och det ligger nu en rondell där istället.
Från början var Pinkruset en krog som härstammade från 1700-talet. "Pinkrus" var en benämning på dåligt brännvin. 1914 köptes huset av nykteristen och kommunalpolitikern Fritjof Thun som döpte om det till "Solgården" även om det gamla namnet fortsatte användas.